# 民生委員
民生委員（みんせいいいん、Welfare commissioner）とは、常に住民の立場に立って相談に応じ、及び必要な援助を行い、もって社会福祉の増進に努める社会奉仕者であり（民生委員法第1条）、日本の市町村の区域に配置されている。民生委員法（昭和23年法律第198号）に規定される。地方公務員法第3条第3項第2号に規定する非常勤の委員であり、政令指定都市・中核市にあっては市の、その他市町村（特別区を含む）にあっては都道府県の特別職の地方公務員である。
- 民生委員法について、以下では条数のみ記す。

## 概要
市町村（特別区）内の最も小さな区域において、社会福祉に携わるのが民生委員である。民生委員は児童福祉法第16条第2項に基づき児童委員を兼ねるとされている。
なお、民生委員には、民生委員法の定めにより、報酬は支給されない（後述）。ただし、経費は支給される（後述）。
民生委員はその職務に関して、都道府県知事などの指揮監督を受ける（第17条1項）。市町村長は、民生委員に対し、援助を必要とするものに関する必要な資料の作成を依頼し、その他民生委員の職務に関して必要な指導をすることができる（第17条2項）。
また、民生委員は、都道府県知事が市町村長の意見を聞いて定める区域ごとに、民生委員協議会を組織し、その協議会は民生委員の職務に関する連絡調整その他の任務を行う。

## 職務

### 民生委員法に規定された職務
民生委員は、その市町村の区域内で、担当の区域又は事項を定め、以下の職務を行う（第14条第1項）。
- 住民の生活状態を必要に応じて適切に把握しておくこと
- 援助を必要とする者がその有する能力に応じ自立した日常生活を営むことができるように生活に関する相談に応じ、助言その他の援助を行うこと
- 援助を必要とする者が福祉サービスを適切に利用するために必要な情報の提供その他の援助を行うこと
- 社会福祉を目的とする事業を経営する者又は社会福祉に関する活動を行う者と密接に連携し、その事業又は活動を支援すること

### 民生委員法以外に規定された職務（一例）
- 福祉事務所その他の関係行政機関の業務に協力すること
- 老人福祉法の施行について、市町村長、福祉事務所長又は社会福祉主事の事務の執行に協力すること（老人福祉法第9条）
- 生活保護法の施行について、市町村長、福祉事務所長又は社会福祉主事の事務の執行に協力すること（生活保護法第22条）
- 身体障害者福祉法の施行について、市町村長、福祉事務所長、身体障害者福祉司又は社会福祉主事の事務の執行に協力すること（身体障害者福祉法第12条の2）
- 知的障害者福祉法の施行について、市町村長、福祉事務所長、知的障害者福祉司又は社会福祉主事の事務の執行に協力すること（知的障害者福祉法第15条）
- 売春防止法の施行に関し、婦人相談所及び婦人相談員に協力すること（売春防止法第37条）

など、多数。

## 委嘱経緯

### 委嘱と解任
民生委員は「当該市町村の議会の議員の選挙権を有する者」「人格識見高く、広く社会の実情に通じ、且つ、社会福祉の増進に熱意のある者」の中から都道府県知事又は政令指定都市若しくは中核市の長の推薦し、厚生労働大臣が委嘱することによって決定される（第5条、第6条）。また、「当該市町村の議会の議員の選挙権を有する者であって成年に達した者」と定められていることから、法律で事実上の国籍条項が規定され、「日本国籍を持つ成年者」であることが要件となっている。
新たに選任する場合は、社会福祉に対する理解と熱意のあることはもちろんのこと、地域の実情に通じ、民生委員・児童委員として積極的な活動が期待できる者を選出することとし、現在の民生委員・児童委員を再任する場合は、次に掲げる活動実績及び将来にわたって積極的な活動が期待できるかどうかを十分検討すること、とされる（平成4年7月14日社援企第4号）。
- 低所得者の実態把握と援護活動の実績（福祉票、児童票の整備状況、生活援助活動実施状況、生活福祉資金貸付制度に対する協力状況等）
- 老人、母子世帯等の実態把握と援護活動の実績
- 児童委員としての活動実績（心豊かな子どもを育てる運動等の個別援助活動、児童の健全育成活動への参加状況、要保護児童等に対する実態把握及び関係機関への連絡通報等）
- 各種報告の提出状況等（民生委員・児童委員活動記録等）
- 民生委員・児童委員協議会その他関係諸会合への出席状況
- 心配ごと相談事業、ふれあいのまちづくり事業等への参加状況
- 福祉事務所、児童相談所その他関係業務に対する協力状況
- 共同募金・歳末助け合いその他各種行事に対する参加協力の状況
- 在宅援助のためのネットワークづくりに対する協力状況
- ボランティア活動振興のための活動状況

公職の兼職は、事実上公職としての活動と民生委員・児童委員としての活動を区分し得ない場合が生じるため適当でない。
公務員の選任は、職務専念義務があるため原則として適当でないとされているが、地域の事情によりやむを得ず推薦する場合は、民生委員・児童委員としての活動時間を十分確保できるか否かの確認と、任命権者の承諾書の提出が求められる。（新潟県民生委員・児童委員選任要領参照）
年齢要件及び在住期間の要件については、地域の事情を踏まえた弾力的な運用が可能である。
都道府県知事の推薦は、市町村に設置された民生委員推薦会が推薦した者について、地方社会福祉審議会の意見を聞いて行われる。都道府県知事は、民生委員推薦会の推薦した者が民生委員として適当でないと認める時は、地方社会福祉審議会の意見を聴いて、当該民生委員推薦会に対し、民生委員の再推薦を命ずることができる（第7条1項）。再推薦命令から20日以内に民生委員推薦会が再推薦をしない時は、都道府県知事は、当該市町村長及び地方社会福祉審議会の意見を聴いて、民生委員として適当と認める者を厚生労働大臣に推薦することができる（第7条2項）。
民生委員の任期は3年で（第10条）、その改選日は12月1日であり全国統一されている。直近の改選日は2022年12月1日、その前が2019年の同日であった。民生委員の改選が12月1日となっているのは、1953年の民生委員法の改正時にその任期を1953年11月30日までとして改選時期を統一したことが起因である。また年度替わりの4月改選では自治体職員の異動と重なり、支援の空白が生じる心配もあるとされる。補欠の民生委員の任期は前任者の残任期間とする。
なお、厚生労働大臣は以下に該当する民生委員について、地方社会福祉審議会の同意を経たうえで都道府県知事の具申に基いて、民生委員を解嘱することができる（第11条）。
- 職務の遂行に支障がある場合
- 職務の遂行に堪えない場合
- 職務を怠った場合
- 職務上の義務に違反した場合
- 民生委員たるにふさわしくない非行のあった場合
- 職務上の地位を政党又は政治的目的のために利用した場合

地方社会福祉審議会は同意の前に当該民生委員に解嘱する旨を通告しなければならず、通告を受けた民生委員は通告を受けた日から2週間以内に地方社会福祉審議会に対して意見を述べることができ、当該民生委員が意見を述べた場合には、地方社会福祉審議会はその意見を聴いた後でなければ審査をなすことができない（第12条）。

### 報酬
給与は支給されない（第10条）。奉仕者となるため無報酬ではあるが、民生委員個人に対し交通費や通信費等相当分として自治体から活動費が交付される。各自治体が交付する民生委員・児童委員の1人あたり活動費用弁償費（2012年度）は「4万円以上6万円未満」が23.0％、「6万円以上8万円未満」が19.3％、「8万円以上10万円未満」が17.3％と上位3ランクで全体の6割程度を占めており、全体の平均は78,234円となり、求められている活動に対して交付額が少ないなど、その妥当性が課題となっている。その他に民生委員の選出地区単位で設立されている協議会に対し、研修活動費が自治体から交付されているが、その金額は多いとは言えない状況である。

## 組織
民生委員推薦会
委員は「市町村の区域の実情に通ずる者」であって（第8条）、「市町村議会議員」「民生委員」「社会福祉事業実施関係者」「市町村区域単位の社会福祉関係団体代表者」「教育関係者」「関係行政機関職員」「学識経験のある者」から、それぞれ2人以内を市町村長から委嘱されて組織される。
推薦会は都道府県知事に民生委員候補を推薦することができる。
民生委員協議会
市町村長の意見を聞いた上で都道府県知事が定める区域ごとに、民生委員によって組織される。
協議会の任務は以下の通り（第24条1~3項）。
- 民生委員が担当する区域又は事項を定めること。
- 民生委員の職務に関する連絡及び調整をすること。
- 民生委員の職務に関して福祉事務所その他の関係行政機関との連絡に当たること。
- 必要な資料及び情報を集めること。
- 民生委員をして、その職務に関して必要な知識及び技術の修得をさせること。
- その他民生委員が職務を遂行するに必要な事項を処理すること。
- 民生委員の職務に関して必要と認める意見を関係各庁に具申すること。
- 市町村の区域を単位とする社会福祉関係団体の組織に加わること。

また行政機関職員は協議会に出席して、意見を述べることができる（第24条4項）。

## 民生委員の活動を停滞させている課題など

### 個人情報保護法の影響
個人情報保護法は、民生委員の活動に大きな影響を与えている。例えば、お年寄りの安否確認も満足に行えないなど職務へ弊害が発生している。また、民生委員は業務の性質上、個人や世帯の情報が必要となる。しかし、個人情報保護法の施行により地方自治体が民生委員への個人情報提供に慎重になり、個人が個人情報保護法を盾に名簿作成のための情報提供を拒否したり、マンション等の管理人が居住者の情報の提供を拒む事例が増えたという。なお、現実には自治体及び個人には個人情報保護法は適用されない。
なお、民生委員は民生委員法第15条で守秘義務が課せられており、民生委員法第14条に定められた範囲での個人情報の取扱いを行うことになっている。しかし、一般職の地方公務員とは異なり、刑事罰の規定は無い。その為、地域の民生委員と付き合いのある各種販売業者への情報漏洩が行われるという懸念が付きまとうことになる。ただし、守秘義務が守られなかった場合、民生委員や元民生委員は、民生委員法ではなく、憲法上の基本的人権侵害（プライバシーの侵害）、民法上の不法行為、刑法上の名誉毀損罪等の個別法により裁かれるが、その際、民生委員法の守秘義務が課せられていることが考慮される。また、近所づきあいなどコミュニティーの中で社会的制裁を受けることとなる。

### 制度の周知
多方面にわたる仕事ぶりはあまり知られていないのが実情である。全国民生委員児童委員連合会が2022年3月に全国1万人を対象に行った調査では、64.0%が名称や存在を知っていたが、役割や活動内容まで知っている人は5.4%にとどまった。

### 民生委員の不足問題
各都道府県や政令指定都市、中核市それぞれの世帯数等に応じて民生委員の定数を定めている。しかし、なり手不足、職務の多様化から、民生委員は不足が常態化している。特に都市部でその傾向がみられ、川崎市では定員に対する充足率が2019年は81.6%、2022年は80.9%まで下がっていて、2019年の全国平均95.2%を大きく下回っている。読売新聞の調査では、2022年12月の一斉改選において、全国で約14,800人の欠員が生じていることが分かり、従足率は全国平均で93.83%、「改選時点での欠員としては戦後最多とみられる」としている。
幼児虐待から高齢者の安否確認まで、自治体から期待される職務範囲は広がっているが、職務範囲が広がるほど求められる能力も高くなり、民生委員推薦のハードルを上げるかたちとなっている。加えて、そもそもなり手が不足している。住民の意識の変化により地域活動への参加が消極的となり、その影響で民生委員を推薦する自治会自体も減少している。民生委員は「定年後のボランティア」とも言われ、65歳以上が7割を占めるが、働く高齢者が増え、打診しても断られることが多いという。
こうした状況に対応するため、参加要件の緩和や、個人情報の取り扱いガイドラインの検討などが行われている。民生委員と同様に奉仕者として無報酬で活動している人権擁護委員や保護司などを含め、社会として必要なを活動を行う者に対しは、非常勤特別職の公務員として最低限の身分保障は行われているものの、制度そのものの在り方の再検討を求める意見も多くなっている。
慣れないうちに辞めてしまう「1期目の壁」の克服も課題である。全国民生委員児童委員連合会の調査では、2016年の改選の際、2万3千人が1期目で退任し、全退任者の約3割を占めた。連合会会長の得能金市は「経験を積んで、地域住民や行政機関と信頼関係を築いて支援できる人材を育てることが大切だ」と強調する。

#### 民生委員の不足によって生じたと懸念された問題
高齢者所在不明問題
2010年7月29日、東京都足立区に住民登録をしていた都内男性最高齢（111歳）の白骨化遺体が発見され、刑事事件（死亡後約32年経過とされる、年金給付の不正受給容疑）となった。その後東京都は、100歳以上を対象にした調査を開始。その結果、都内最高齢の113歳の女性が所在不明であることが明らかになった。これらをきっかけに、さらに全国各地で100歳以上を対象にした調査を開始した結果、多くの所在不明の高齢者が発覚した。これも民生委員の人手不足が原因の一つである。